# Serrières
Serrières é uma comuna francesa na região administrativa de Borgonha-Franco-Condado, no departamento Saône-et-Loire. Estende-se por uma área de 9,85 km². Em 2010 a comuna tinha 285 habitantes (densidade: 28,9 hab./km²).

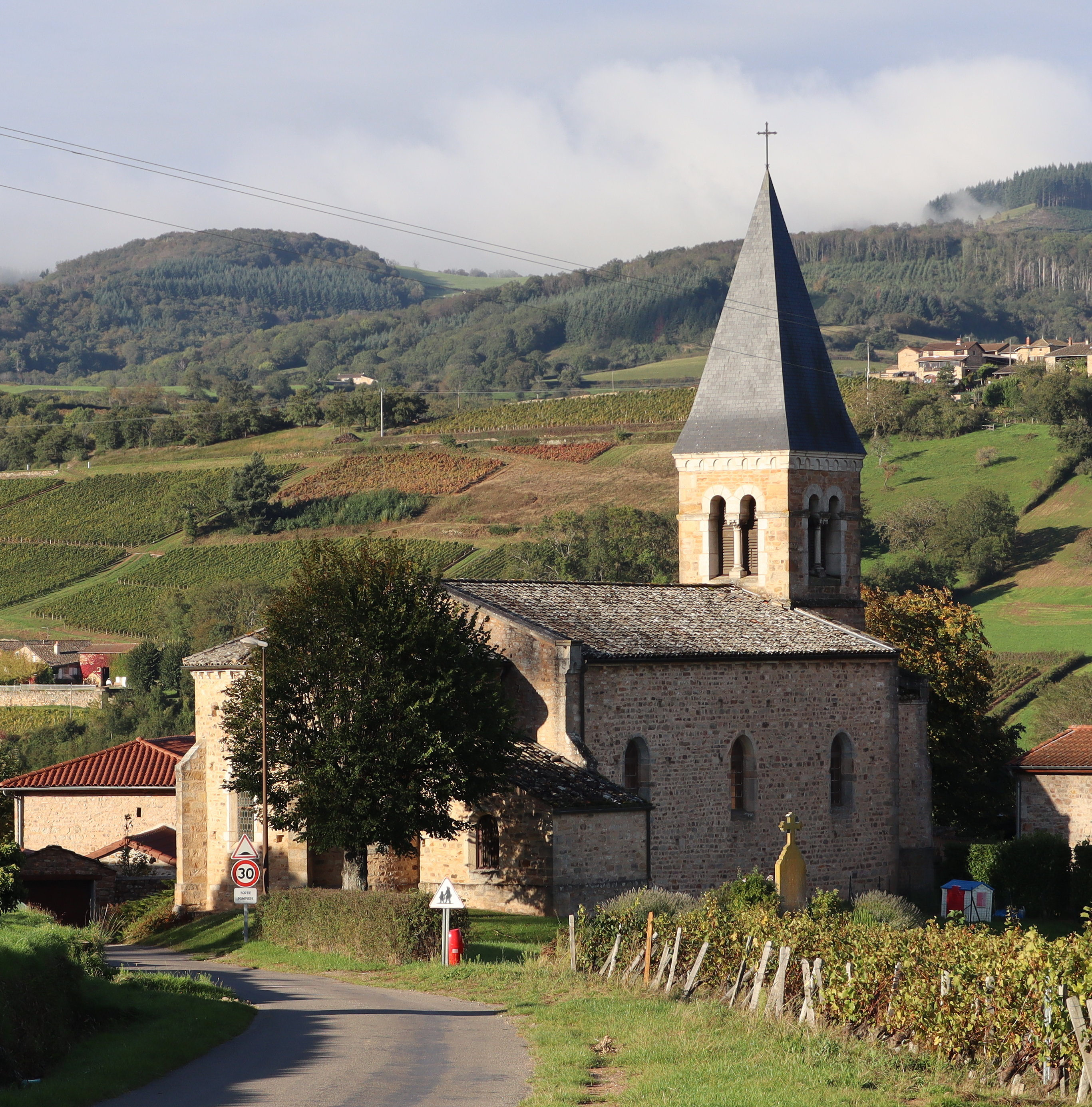
Église Saint-Jacques-le-Majeur